# Leptuca pugilator
Crabe violoniste
Espèce
Leptuca pugilator, le Crabe violoniste, est une espèce de Crustacés de la famille des Ocypodidae.

## Dénominations
- Nom vulgaire (vulgarisation scientifique) recommandé ou typique en français : Crabe violoniste[1].
- Autres noms vulgaires ou noms vernaculaires (langage courant), pouvant désigner éventuellement d'autres espèces : Crabe appelant[2], aux Antilles : Cémafaute, « Cé ma faute », « C'est ma faute » ou « Sé ma fòt » car le mouvement de la pince rappelle celui d'un catholique faisant son mea culpa[3], Crabe violoniste[4] ou plus simplement crabe.

## Description

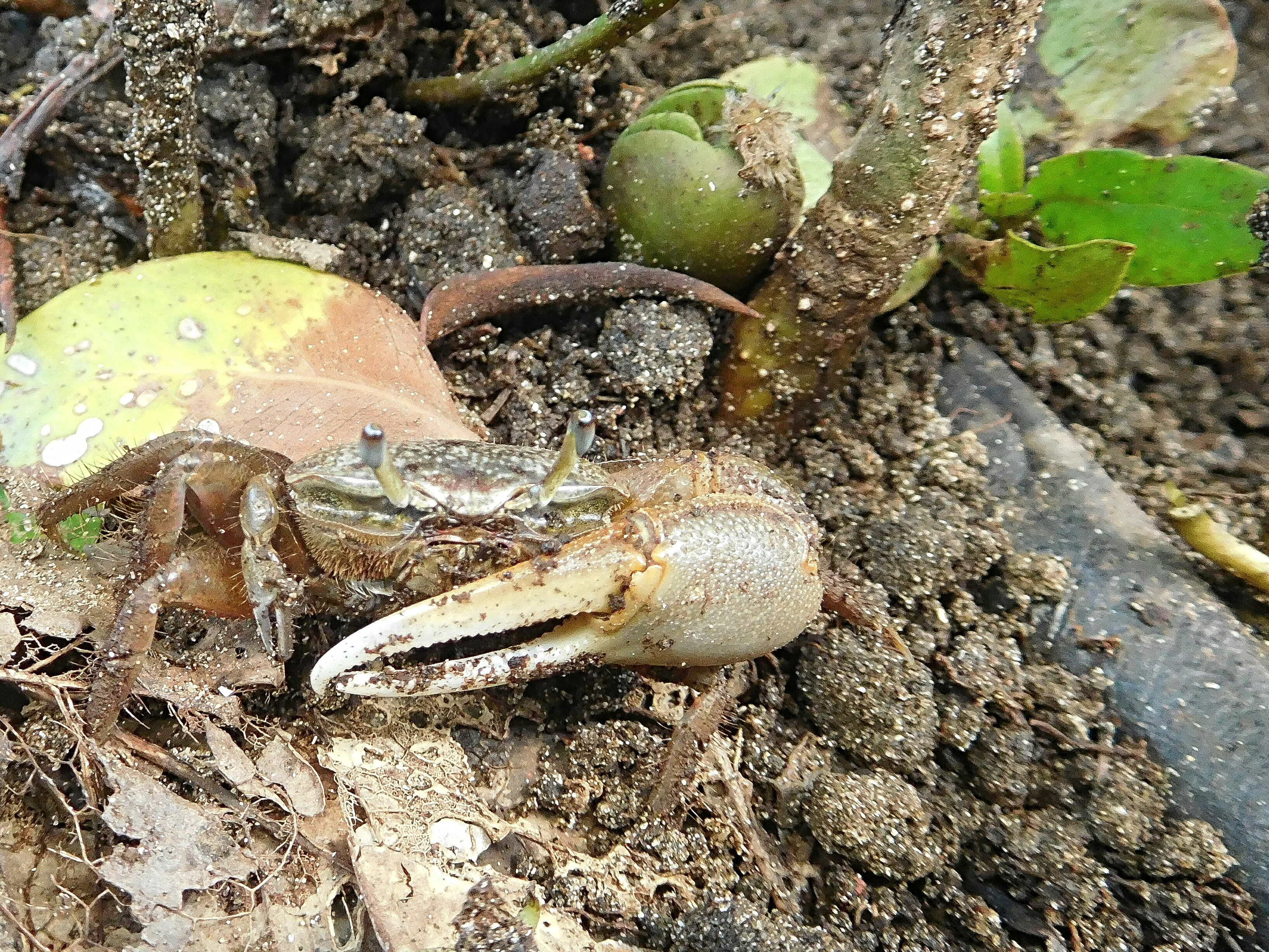

L'énorme pince du mâle est longue de 10 cm alors que son autre pince ne mesure que 2,5 cm. La femelle ne possède pas cette pince démesurée qui sert aux mâles à se livrer bataille devant elle pour la parade. Le gagnant s'accouple alors avec la femelle.

## Répartition
Leptuca pugilator se rencontre sur la côte Est de l'Amérique du Nord et dans le golfe du Mexique. Elle a aussi été trouvée au large du Nord du Massachusetts, ainsi qu'au sud du Texas et de la Floride. Cette espèce a également été trouvée aux Bahamas et aux Antilles, ainsi que très récemment[C'est-à-dire ?] sur la côte basque (Hendaye), ainsi qu'à Moulay Bousselham et à Dakhla au Maroc mais aussi parmi les mangroves africaines : Gabon, etc.

## Nourriture
Le crabe violoniste reste sous la mangrove en marée haute et sort en marée basse pour se nourrir de cadavres et de plantes en décomposition, qu'il filtre dans la boue[réf. nécessaire].

## Vision
Le système visuel de ce crabe perçoit la lumière visible, mais aussi la polarisation de la lumière. On a récemment montré que ces deux signaux sont traités  différentiellement par le système nerveux de l'animal, ce qui lui permet de nettement améliorer le contraste visuel de l'objet vu (par rapport à son arrière-plan),. On savait déjà que d'autres espèces, aquatiques notamment et crustacés en particulier perçoivent la polarisation de la lumière mais c'est chez le crabe violoniste qu'on a montré que le signal est traité différentiellement.

## Systématique
Le nom valide complet (avec auteur) de ce taxon est Leptuca pugilator (Bosc, 1801).
L'espèce a été initialement classée dans le genre Ocypode sous le protonyme Ocypoda pugilator Bosc, 1801.
Leptuca pugilator a pour synonymes :
- Gelasimus pugilator (Bosc, 1801)
- Ocypoda pugilator Bosc, 1801
- Uca (Leptuca) pugilator (Bosc, 1801)
- Uca citharoedicus Say, 1817
- Uca pugilator (Bosc, 1801)

### Publication originale
- L.A.G. Bosc, Histoire Naturelle des Crustacés, Contenant leur Description et leurs Mœurs ; avec Figures Dessinées d'Après Nature. Tome premier. Suite à Boffon, Paris. 1801, Deterville, 258 pp., pls. 1–8. lire en ligne.